# Pedome
Pedome ist eine Gemeinde im Norden Portugals.
Pedome gehört zum Kreis Vila Nova de Famalicão im Distrikt Braga, besitzt eine Fläche von 2,6 km² und hat 1997 Einwohner (Stand 19. April 2021).